# Skippy (film)
Skippy er en amerikansk komediefilm fra 1931, instrueret af Norman Taurog. 
Manuskriptet blev skrevet af Joseph L. Mankiewicz, Don Marquis, Norman Z. McLeod, Sam Mintz baseret på Tegneseriestriben Skippy af Percy Crosby.
Filmen havde Jackie Cooper, Robert Coogan, Mitzi Green og Jackie Searl i hovedrollerne.
Taurog fik en Oscar for bedste instruktør (Han var 32 år gammel og forblev den yngste vinder i denne kategori, indtil Damien Chazelle vandt for La La Land i 2017.
Cooper fik en nominering til en Oscar for bedste mandlige hovedrolle som 9-årig er han den yngste person der er blevet nomineret til en Oscar.
Filmen var også nomineret til en Oscar for bedste film.

## Eksterne Henvisninger
- Skippy på Internet Movie Database (engelsk)
- Skippy i Svensk Filmdatabas (svensk)
- Skippy på AlloCiné (fransk)
- Skippy på MovieMeter (nederlandsk)
- Skippy på AllMovie (engelsk)
- Skippys profil hos Encyclopædia Britannica Online (engelsk)
- Skippy på Turner Classic Movies (engelsk)
- Skippy på The Movie Database (engelsk)
- Skippy på Rotten Tomatoes (engelsk)
- Skippy på Filmaffinity (engelsk)

1. ↑  Navnet er anført på engelsk og stammer fra Wikidata hvor navnet endnu ikke findes på dansk.